# Festival Internacional de Cine de Seattle
El Festival Internacional de Cine de Seattle (SIFF), celebrado anualmente en la ciudad estadounidense de Seattle, Washington desde 1976, es uno de los certámenes cinematográficos más importantes y de mayor envergadura de Estados Unidos. Tiene una duración de tres semanas y se desarrolla entre los meses de mayo y junio. El SIFF exhibe una gran cantidad de títulos, predominando el cine independiente norteamericano e internacional internacional y el cine documental. 

## Historia
El primer Festival Internacional de Cine de Seattle se celebró en 1976 en el histórico Teatro Moore Egyptian. Los fundadores del festival, Dan Ireland (1958-2016) y Darryl MacDonald, habían comprado el teatro el año anterior, lo habían limpiado, instalado una nueva pantalla y un nuevo sistema de sonido y lo habían vuelto a abrir en diciembre de 1975, programando una combinación de títulos clásicos de Hollywood y películas extranjeras antes de lanzar el festival de cine, que se desarrolló del 14 de mayo al 31 de mayo de 1976, y presentó películas de varios países. El festival continuó celebrándose en el Moore Egyptian hasta 1981. 
A lo largo de los años, el certamen fue creciendo, tanto en número de espectadores (160.000 en 2006) como en número de salas y de películas exhibidas. En 2006 se proyectaron más de 300 películas y 2010 se superaron las 400. El festival se desarrolla fundamentalmente en la ciudad de Seattle, aunque ocasionalmente se utilizan también salas en las localidades vecinas como Bellevue, Renton o Kirkland.
En general, el SIFF, ha ganado reputación como un festival de audiencias frente a los festivales de la industria, de hecho, desde 1985 se conceden los premios Golden Space Needle que otorga la audiencia mediante votaciones recogidas tras cada proyección. 

## Premios

### Golden Space Needle (Mejor película) y SIFF Awards al mejor cortometraje y mejor documental
| Año  | Mejor película (Golden Space Needle)                                             | Mejor cortometraje                                                                                     | Mejor documental |
| ---- | -------------------------------------------------------------------------------- | --- | --- |
| 1985 | El beso de la mujer araña (dir. Héctor Babenco, Brasil)                          | Frankenweenie (dir. Tim Burton, Estados Unidos)                                                        | |
| 1986 | El asalto (dir. Fons Rademakers, Países Bajos)                                   | The Big Snit (dir. Richard Condie, Estados Unidos)                                                     | |
| 1987 | My Life as a Dog (dir. Lasse Hallström, Suecia)                                  | Your Face (dir. Bill Plympton, Estados Unidos)                                                         | |
| 1988 | Bagdad Café (dir. Percy Adlon, Alemania)                                         | Ray's Male Heterosexual Dance Hall (dir. Jonathon Sanger, Estados Unidos)                              | |
| 1989 | Apartment Zero (dir. Martin Donovan, Estados Unidos)                             | Tin Toy (dir. John Lasseter, Estados Unidos)                                                           | |
| 1990 | Pump Up the Volume (dir. Allan Moyle, Estados Unidos)                            | Knick Knack (dir. John Lasseter, Estados Unidos)                                                       | |
| 1991 | My Mother's Castle (dir. Yves Robert, Francia)                                   | The Potato Hunter (dir. Timothy Hittle, Estados Unidos)                                                | Paris Is Burning (dir. Jennie Livingston, Estados Unidos)                                                           |
| 1992 | Betty Blue (dir. Jean-Jacques Beineix, Francia)                                  | Anima Mundi (dir. Godfrey Reggio, Estados Unidos)                                                      | A Brief History of Time (dir. Errol Morris, Estados Unidos)                                                         |
| 1993 | The Wedding Banquet (dir. Ang Lee, Taiwán/Estados Unidos)                        | The Fairy Who Didn't Want to Be a Fairy Anymore (dir. Laurie Lynd, Canadá)                             | Road Scholar (dir. Roger Weisberg, Estados Unidos)                                                                  |
| 1994 | Las aventuras de Priscilla, reina del desierto (dir. Stephan Elliott, Australia) | The Wrong Trousers (dir. Nick Park, Reino Unido)                                                       | The Wonderful, Horrible Life of Leni Riefenstahl (dir. Ray Müller, Alemania)                                        |
| 1995 | The Kingdom (dir. Lars von Trier, Dinamarca)                                     | Surprise! (dir. Veit Helmer, Alemania)                                                                 | Crumb (dir. Terry Zwigoff, Estados Unidos)                                                                          |
| 1996 | Trainspotting (dir. Danny Boyle, Reino Unido)                                    | That Night (dir. John Keister, Estados Unidos)                                                         | Hype! (dir. Doug Pray, Estados Unidos)                                                                              |
| 1997 | Comrades: Almost a Love Story (dir. Peter Chan, Hong Kong)                       | Ballad of the Skeletons (dir. Gus Van Sant, Estados Unidos)                                            | Licensed to Kill (dir. Arthur Dong, Estados Unidos)                                                                 |
| 1998 | God Said Ha! (dir. Julia Sweeney, Estados Unidos)                                | Sin Sostén (dir. Rene Castinello, Antonio Urrutia, Bélgica)                                            | Frank Lloyd Wright (dir. Ken Burns, Lynn Novick, Estados Unidos)                                                    |
| 1999 | Corre, Lola, corre (dir. Tom Tykwer, Alemania)                                   | 12 Stops of the Road to Nowhere (dir. Jay Lowi, Estados Unidos)                                        | Buena Vista Social Club (dir. Wim Wenders, Estados Unidos)                                                          |
| 2000 | Shower (Zhang Yang, China)                                                       | In God We Trust (dir. Jason Reitman, Estados Unidos)                                                   | Trade Off (dir. Shaya Mercer, Estados Unidos)                                                                       |
| 2001 | Finder's Fee (dir. Jeff Probst, Estados Unidos)                                  | Boychick (dir. Glen Gaylord, Estados Unidos)                                                           | The Endurance: Shackleton's Legendary Antarctic Expedition (dir. George Butler, Estados Unidos)                     |
| 2002 | Elling (dir. Petter Næss, Noruega)                                               | The Host (dir. Nick Tomnay, Australia)                                                                 | Ruthie & Connie: Every Room in the House (dir. Deborah Dickson, Estados Unidos)                                     |
| 2003 | Whale Rider (dir. Niki Caro, Nueva Zelanda)                                      | Misdemeanor (dir. Jonathan Lemond, Estados Unidos)                                                     | La revolución no será transmitida (dir. Kim Bartley, Donnacha O'Briain, Irlanda/Venezuela)                          |
| 2004 | La ventana de enfrente (película de 2003) (dir. Ferzan Özpetek, Italia)          | Consent (dir. Jason Reitman, Estados Unidos)                                                           | Los Niños del Barrio Rojo (dir. Zana Briski, Ross Kauffmann, Estados Unidos)                                        |
| 2005 | Voces inocentes (dir. Luis Mandoki, México)                                      | Raftman's Razor (dir. Keith Bearden, Estados Unidos)                                                   | Murderball (dir. Henry-Alex Rubin, Dana Adam Shapiro, Estados Unidos)                                               |
| 2006 | OSS 117: Nest of Spies (dir. Michel Hazanavicius, Francia)                       | Full Disclosure (dir. Douglas Horn, Estados Unidos)                                                    | The Trials of Darryl Hunt (dir. Ricki Stern, Annie Sundberg, Estados Unidos)                                        |
| 2007 | Outsourced (dir. John Jeffcoat, Estados Unidos)                                  | Pierre (dir. Dan Brown, Estados Unidos)                                                                | Porque la Biblia me lo dice (dir. Daniel Karslake, Estados Unidos)                                                  |
| 2008 | Kirschblüten – Hanami (dir. Doris Dörrie, Alemania)                              | Felix (dir. Andreas Utta, Alemania)                                                                    | The Wrecking Crew (dir. Denny Tedesco, Estados Unidos)                                                              |
| 2009 | Black Dynamite (dir. Scott Sanders, Estados Unidos)                              | Wallace and Gromit: A Matter of Loaf and Death (dir. Nick Park, Reino Unido)                           | The Cove (dir. Louie Psihoyos, Estados Unidos)                                                                      |
| 2010 | El erizo (dir. Mona Achache, Francia)                                            | Ormie (dir. Rob Silvestri, Canadá)                                                                     | Ginny Ruffner: A Not So Still Life (dir. Karen Stanton, Estados Unidos), Waste Land (dir. Lucy Walker, Reino Unido) |
| 2011 | Pájaros de papel (dir. Emilio Aragón, España)                                    | The Fantastic Flying Books of Mr. Morris Lessmore (dir. William Joyce y Brandon Oldenburg, USA)        | To Be Heard (dir. Amy Sultan, Roland Legiardi-Laura, Edwin Martinez y Deborah Shaffer, USA)                         |
| 2012 | Any Day Now (dir. Travis Fine, Estados Unidos)                                   | CatCam (dir. Seth Keal, Estados Unidos)                                                                | The Invisible War (dir. Kirby Dick, Estados Unidos)                                                                 |
| 2013 | Fanie Fourie's Lobola (dir. Henk Pretorius, Sudáfrica)                           | Spooners (dir. Bryan Horch, USA)                                                                       | Twenty Feet from Stardom (dir. Morgan Neville, Estados Unidos)                                                      |
| 2014 | Boyhood (dir. Richard Linklater, Estados Unidos)                                 | Fool's Day (dir. Cody Blue Snider, Estados Unidos)                                                     | Keep On Keepin' On (dir. Alan Hicks, Estados Unidos)                                                                |
| 2015 | The Dark Horse (dir. James Napier, Nueva Zelanda)                                | Even the Walls (dir. Sarah Kuck, Saman Maydani, Estados Unidos)                                        | Romeo Is Bleeding (dir. Jason Zeldes, Estados Unidos)                                                               |
| 2016 | Captain Fantastic (dir. Matt Ross, Estados Unidos)                               | Alive & Kicking: The Soccer Grannies of South Africa (dir. Lara-Ann de Wet, Estados Unidos, Sudáfrica) | Gleason (dir. Clay Tweel, Estados Unidos)                                                                           |

### SIFF Awards al mejor director, actriz y actor
| Año  | Mejor Director                                             | Mejor Actriz                                                                       | Mejor Actor                                                         |
| ---- | ---------------------------------------------------------- | ---------------------------------------------------------------------------------- | ------------------------------------------------------------------- |
| 1985 | Krzysztof Zanussi (Power of Evil, Polonia)                 | Renée Soutendijk (The Fourth Man, Bélgica)                                         | William Hurt (El beso de la mujer araña, Brasil)                    |
| 1986 | Fons Rademakers (El asalto, Países Bajos)                  | Cathy Tyson (Mona Lisa, Reino Unido)                                               | Bob Hoskins (Mona Lisa, Reino Unido)                                |
| 1987 | Lasse Hallström (My Life as a Dog, Suecia)                 | Monique van de Ven (Iris, Países Bajos)                                            | Gary Oldman (Prick Up Your Ears, Reino Unido)                       |
| 1988 | Alan Rudolph (The Moderns, Estados Unidos)                 | Deborra-Lee Furness (Shame, Australia)                                             | Tom Hulce (Dominick and Eugene, Estados Unidos)                     |
| 1989 | Martin Donovan (Apartment Zero, Estados Unidos)            | Wendy Hughes (Boundaries of the Heart, Australia)                                  | Rutger Hauer (Legend of a Holy Drinker, Italia)                     |
| 1990 | Denys Arcand (Jesús de Montreal, Canadá)                   | Rebecca Jenkins (Bye Bye Blues, Canadá)                                            | Michael Rooker (Henry: Portrait of a Serial Killer, Estados Unidos) |
| 1991 | Peter Greenaway (Drowning by Numbers, Reino Unido)         | Lily Tomlin (Search for Signs of Intelligent Life in the Universe, Estados Unidos) | Alan Rickman (Close My Eyes / Truly, Madly, Deeply, Reino Unido)    |
| 1992 | Jean-Jacques Beineix (Betty Blue, Francia)                 | Marianne Sägebrecht (Martha and I, Alemania/Francia)                               | Dermot Mulroney (Where the Day Takes You, Estados Unidos)           |
| 1993 | Ang Lee (The Wedding Banquet, Taiwán/Estados Unidos)       | Tilda Swinton (Orlando, Reino Unido)                                               | Russell Crowe (Romper Stomper / Hammers Over the Anvil, Australia)  |
| 1994 | Rolf de Heer (Bad Boy Bubby, Australia)                    | Mimi Rogers (Reflection on a Crime, Estados Unidos)                                | Terence Stamp (Priscilla, Queen of the Desert, Australia)           |
| 1995 | Bryan Singer (The Usual Suspects, Estados Unidos)          | Nicole Kidman (To Die For, Estados Unidos)                                         | Kevin Spacey (The Usual Suspects, Estados Unidos)                   |
| 1996 | Danny Boyle (Trainspotting, Reino Unido)                   | Lili Taylor (Girls Town, Estados Unidos)                                           | Vincent D'Onofrio (The Whole Wide World, Estados Unidos)            |
| 1997 | Peter Greenaway (The Pillow Book, Reino Unido)             | Robin Wright (Loved, Estados Unidos)                                               | Brendan Fraser (Still Breathing, Estados Unidos)                    |
| 1998 | Bill Condon (Dioses y monstruos, Estados Unidos)           | Christina Ricci (Buffalo '66, Estados Unidos)                                      |                                                                     |
| 1999 | John Sayles (Limbo, Estados Unidos)                        | Piper Laurie (The Mao Game, Estados Unidos)                                        | Rupert Everett (An Ideal Husband, Reino Unido)                      |
| 2000 | Zhang Yang (Shower, China)                                 | Nathalie Baye (Venus Beauty Institute, Francia)                                    | Dan Futterman (Urbania, Estados Unidos)                             |
| 2001 | Tim Blake Nelson (O, Estados Unidos)                       | Thora Birch (Ghost World, Estados Unidos)                                          | John Cameron Mitchell (Hedwig and the Angry Inch, Estados Unidos)   |
| 2002 | Julio Médem (Lucía y el sexo, España)                      | Isabelle Huppert (La Pianiste, Austria/Francia)                                    | Moritz Bleibtreu (Das Experiment, Alemania)                         |
| 2003 | Niki Caro (Whale Rider, Nueva Zelanda)                     | Moon So-ri (Oasis, Corea del Sur)                                                  | Sol Kyung-gu (Oasis, Corea del Sur)                                 |
| 2004 | Marco Tullio Giordana (La mejor juventud, Italia)          | Catalina Sandino Moreno (Maria Full of Grace (Colombia)                            | Luis Tosar (Te doy mis ojos, España)                                |
| 2005 | Gregg Araki (Mysterious Skin, Estados Unidos)              | Joan Allen (Yes, Estados Unidos)                                                   | Joseph Gordon-Levitt (Mysterious Skin, Estados Unidos)              |
| 2006 | Goran Dukić (Wristcutters: A Love Story, Estados Unidos)   | Fiona Gordon (L'Iceberg, Bélgica)                                                  | Ryan Gosling (Half Nelson, Estados Unidos)                          |
| 2007 | Daniel Waters (Sex and Death 101, Estados Unidos)          | Marion Cotillard (La Vie en Rose, Francia)                                         | Daniel Brühl (Salvador, España)                                     |
| 2008 | Amin Matalqa (Captain Abu Raed, Jordania)                  | Jessica Chastain (Jolene, Estados Unidos)                                          | Alan Rickman (Bottle Shock, Estados Unidos)                         |
| 2009 | Kathryn Bigelow (The Hurt Locker, Estados Unidos)          | Yolande Moreau (Séraphine), Francia)                                               | Sam Rockwell (Moon, Reino Unido)                                    |
| 2010 | Debra Granik (Winter's Bone, Estados Unidos)               | Jennifer Lawrence (Winter's Bone, Estados Unidos)                                  | Luis Tosar (Celda 211, España)                                      |
| 2011 | Larysa Kondracki (The Whistleblower, Canadá/Alemania)      | Natasha Petrovic (As If I Am Not There, Irlanda)                                   | Bill Skarsgård (Simple Simon, Suecia)                               |
| 2012 | Benh Zeitlin (Beasts of the Southern Wild, Estados Unidos) | Jamie Chung (Eden, Estados Unidos)                                                 | Alan Cumming (Any Day Now, Estados Unidos)                          |
| 2013 | Nabil Ayouch (Horses of God, Marruecos)                    | Samantha Morton (Decoding Annie Parker), Estados Unidos)                           | James Cromwell (Still Mine, Canadá)                                 |
| 2014 | Richard Linklater (Boyhood, Estados Unidos)                | Patricia Arquette (Boyhood, Estados Unidos)                                        | Dawid Ogrodnik (Life Feels Good, Polonia)                           |
| 2015 | Alfonso Gómez-Rejon (Yo, él y Raquel, Estados Unidos)      | Nina Hoss (Phoenix, Alemania)                                                      | Cliff Curtis (The Dark Horse, Nueva Zelanda)                        |
| 2016 | Javier Ruiz Caldera (Anacleto: agente secreto, España)     | Vicky Hernández (Between Sea and Land, Colombia)                                   | Rolf Lassgård (Un hombre llamado Ove, Suecia)                       |